# Parti démocratique des régions
Pour les articles homonymes, voir DBP.
Le Parti démocratique des régions ou DBP (en turc : Demokratik Bölgeler Partisi et en kurde : Partiya Herêman a Demokratîk) est un parti turc de centre gauche. Sa présidente, Emine Ayna, est une ancienne députée de la province de Mardin.

## Histoire
Le parti est issu du Parti de la paix et de la démocratie (BDP).
Deux dirigeantes du parti, Bermal Birtek et Ergin Balta, sont condamnées à 10 ans de prison en juillet 2020. Le Parti démocratique des régions est proche du Parti démocratique des peuples (HDP), qui fait également face à une répression constante du gouvernement.

## Résultats électoraux

### Élections législatives
| Année | Voix           | %              | Sièges  | Rang | Gouvernement |
| ----- | -------------- | -------------- | ------- | ---- | ------------ |
| 2018  | Au sein du HDP | Au sein du HDP | 1 / 600 |      | Opposition   |
| 2023  | Au sein du YSP | Au sein du YSP | 2 / 600 |      | Opposition   |